# Stethorrhagus oxossi
Stethorrhagus oxossi är en spindelart som beskrevs av Alexandre B. Bonaldo och Antonio D. Brescovit 1994. Stethorrhagus oxossi ingår i släktet Stethorrhagus och familjen flinkspindlar. Inga underarter finns listade i Catalogue of Life.